# Recettore LDL

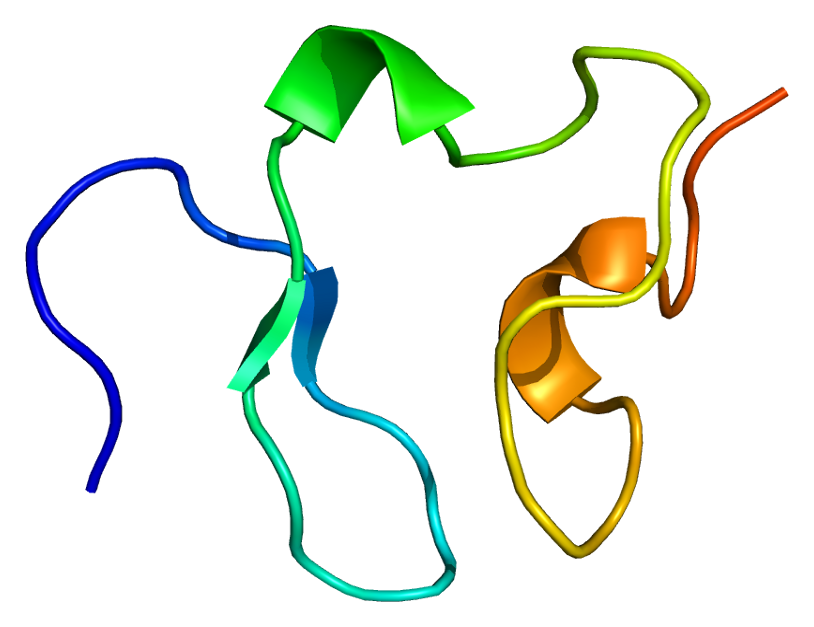
Recettore LDL PDB1

I recettori LDL, o LDLRs, sono una famiglia di recettori di membrana che mediano il trasporto di lipoproteine contenenti chilomicrone, LDL, IDL o VLDL.

## Storia
Nel 1938 il medico norvegese Carl Müller descrisse l'ipercolesterolemia familiare (FH) come un "errore congenito del metabolismo" che provoca livelli elevati di colesterolo nel sangue e infarto del miocardio nei giovani. Müller concluse che la FH viene trasmessa con un tratto autosomico dominante. Nel 1964 Khachadurian, dell'Università americana di Beirut, dimostrò che la FH esiste in due forme: la forma eterozigote, meno grave, e la forma omozigote, più severa.
Nel 1972, quando Goldstein e Brown iniziarono i loro studi sulla FH, si riteneva che i principali passaggi del metabolismo del colesterolo avvenissero nel fegato o nell'intestino. Pertanto l'unica possibilità di studiare l'FH dipendeva dal fatto che il fenotipo mutante si manifestasse fedelmente nelle cellule, come i fibroblasti cutanei, che potevano essere ottenuti da biopsie e coltivati in vitro.
Le tecniche per coltivare queste cellule erano state sviluppate nei due decenni precedenti. Inoltre, si sapeva che alcuni difetti enzimatici ereditari si manifestavano nei fibroblasti coltivati da pazienti con rare malattie recessive, come la galattosemia e la sindrome di Lesch-Nyhan.
Studi condotti negli anni '60 da Bailey e Rothblat avevano dimostrato che i linfoblasti murini coltivati e le cellule L sintetizzano colesterolo e che questa sintesi è soggetta a retroazione. Dimostrarono che, quando il siero intero, contenente lipoproteine, è presente nel mezzo di coltura, le cellule producono poco colesterolo a partire da acetato radioattivo, mentre quando le lipoproteine del siero vengono rimosse dal mezzo di coltura, la sintesi del colesterolo aumenta.
L'incubazione delle cellule con acetato radiomarcato è un metodo conveniente per monitorare l'azione complessiva dei 26 enzimi necessari per convertire il semplice precursore a 2 atomi di carbonio (acetato) nella complessa struttura del colesterolo, composta da 27 atomi di carbonio e 4 anelli. Questo percorso biosintetico fu delineato negli anni '50 principalmente attraverso gli studi di Konrad Bloch, che nel 1964 ricevette il Premio Nobel per la Medicina.
Goldstein e Brown invece di misurare la sintesi del colesterolo dall'acetato, decisero di misurare l'attività di un singolo enzima, la 3-idrossi-3-metilglutaril coenzima A reduttasi (HMG-CoA reduttasi), negli estratti di fibroblasti coltivati. Studi precedenti sui fegati di ratto avevano dimostrato che la HMG-CoA reduttasi catalizza un passaggio limitante nella produzione di colesterolo e che la sua attività si riduce quando i ratti ingeriscono colesterolo.
Svilupparono un microassay per la HMG-CoA reduttasi utilizzando le piccole quantità di materiale disponibili dai fibroblasti coltivati. Immediatamente, osservarono una retroazione. Quando i fibroblasti umani normali venivano coltivati in presenza di siero, l'attività della HMG-CoA reduttasi era bassa, mentre quando le lipoproteine che trasportano il colesterolo venivano rimosse dal mezzo di coltura, l'attività della HMG-CoA reduttasi aumentava di 50 volte in un periodo di 24 ore.
L'enzima indotto veniva rapidamente soppresso quando le LDL venivano reintrodotte nel mezzo. Non tutte le lipoproteine possono sopprimere l'attività della HMG-CoA reduttasi e tra le due principali lipoproteine che trasportano il colesterolo nel plasma umano, LDL e HDL, solo le LDL risultano efficaci. Questa specificità fu il primo indizio della possibile presenza di un recettore. Il secondo indizio fu la concentrazione di LDL necessaria: l'attività della lipoproteina si manifestava a concentrazioni minime di 5 μg di proteina per ml, suggerendo un meccanismo a recettore ad alta affinità.
Nel 1973, studi su cellule di pazienti con FH omozigote fornirono la chiave per comprendere il meccanismo recettoriale. Coltivate in siero contenente lipoproteine, queste cellule mostravano attività della HMG-CoA reduttasi da 50 a 100 volte superiori alla norma, attività che non diminuiva con la rimozione delle lipoproteine né veniva soppressa con l'aggiunta di LDL.
La spiegazione più semplice di questi risultati era che gli individui FH omozigoti avessero un difetto genetico nella codifica della HMG-CoA reduttasi, rendendo l'enzima resistente alla retroazione mediata dal colesterolo derivato dalle LDL. Tuttavia, questa ipotesi fu subito smentita: quando il colesterolo veniva fornito in etanolo invece che in LDL, sia nelle cellule normali che nelle cellule FH omozigoti l'attività della HMG-CoA reduttasi era ugualmente soppressa. Pertanto, il difetto non risiedeva nella capacità del colesterolo estratto di agire sulla reduttasi, ma piuttosto nella capacità delle cellule FH di estrarre il colesterolo dalle LDL.
La specificità dell'azione delle LDL suggeriva l'esistenza di un recettore di superficie cellulare. Nel 1974, questa ipotesi fu confermata quando le LDL furono marcate con iodio-125, rivelando la presenza di siti di legame ad alta affinità nelle cellule normali, mentre le cellule FH omozigoti ne erano prive. Questo spiegava il difetto genetico, ma non il meccanismo con cui le LDL rilasciavano il loro colesterolo per sopprimere la HMG-CoA reduttasi.
Successivi esperimenti dimostrarono che le LDL legate al recettore rimanevano sulla superficie delle cellule normali per meno di 10 minuti prima di essere internalizzate. Nel giro di un’ora, la componente proteica delle LDL veniva completamente degradata, mentre il colesterolo estere si idrolizzava, generando colesterolo libero che rimaneva intracellulare.
Il recettore venne purificato per la prima volta nel 1982 dalle ghiandole surrenali bovine e il suo gene è stato isolato nel 1985. Tali progressi hanno gettato le basi per l'analisi molecolare delle mutazioni alla base dell'FH.

## Descrizione
La famiglia degli LDLRs comprende un gruppo di recettori endocitici presenti sulla membrana cellulare che legano e internalizzano ligandi extracellulari, tra cui lipoproteine, esotossine e complessi di trasporto lipidico. Gli LDLRs sono raggruppati in pozze rivestite di clatrina.

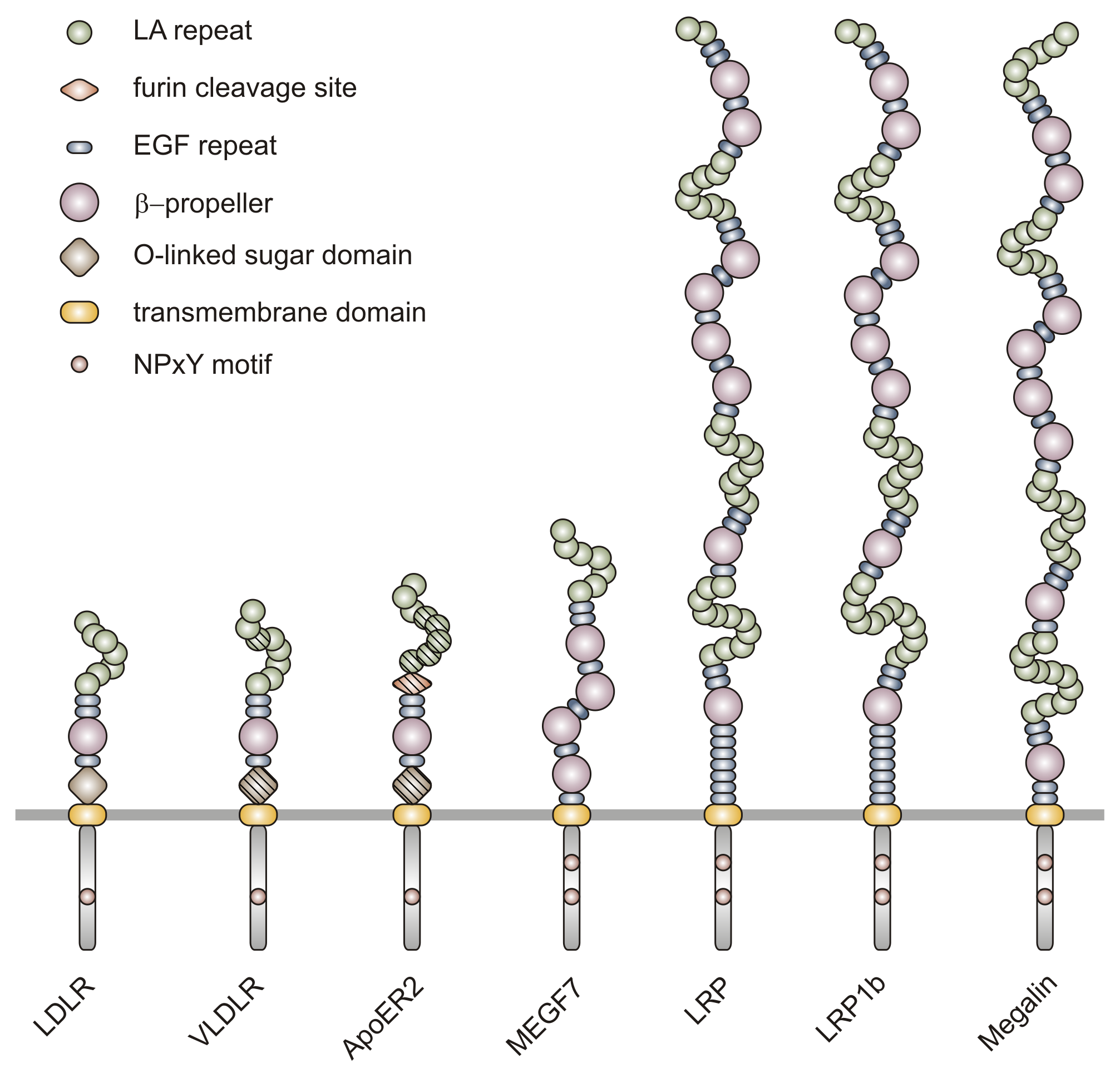
Struttura degli LDLRs

I membri della famiglia sono strutturalmente e funzionalmente correlati all'LDLR e condividono motivi strutturali comuni. L'LDLR di tipo A presenta ripetizioni del dominio simile a quello del recettore del fattore di crescita epidermico (EGF), l'ancoraggio transmembrana e, in alcuni casi, il dominio citoplasmatico. LDLR e VLDLR presentano inoltre un dominio o-link dello zucchero, situato appena all'esterno della membrana plasmatica. LRP1 e LRP2 (megalina) possiedono domini extracellulari relativamente ampi.
Le ripetizioni dell'LDLR di tipo A sono localizzate in una regione al terminale NH2 e sono responsabili del legame dei ligandi, tra cui le lipoproteine contenenti apoB-100 e apoE. Il precursore simile a quello dell'EGF contiene molteplici ripetizioni di EGF insieme a un dominio β-elica ed è coinvolto nella dissociazione pH-dipendente del complesso ligando-recettore. Il dominio transmembrana aiuta ad ancorare i recettori. Il dominio citoplasmatico presenta un dominio con NPxY o un motivo PPPSP ed è coinvolto nel targeting dei recettori verso le fossette rivestite e nella trasduzione del segnale. Le differenze nella posizione e nel numero di ciascun dominio creano la diversità nei membri della famiglia LDLR. La struttura di VLDLR è altamente omologa a quella di LDLR: contiene otto domini ripetuti LDLR di tipo A ricchi di cisteina rispetto ai sette di LDLR.  Le VLDL contenenti ApoE non si legano solo a VLDLR, ma anche a LDLR, LRP8, LRP1, LRP2 e probabilmente anche a LRP6.
LRP6 è un membro della famiglia LDLR, che insieme a LRP5 ha la struttura e la funzione uniche di co-recettore essenziale per la segnalazione Wnt/β-catenina. In particolare, il dominio extracellulare di LRP6 ha tre tipi di sottodomini, tra cui ripetizioni LDLR di tipo A, dominio simile a EGF e dominio β-elica di tipo YWTD. LRP6 è composto da tre grandi cluster di ripetizioni di legame del ligando, ciascuno con funzioni di legame del ligando con particelle Wnt, DKK1 e lipoproteine, mentre LDLR e VLDLR contengono solo un singolo cluster di ripetizioni di legame del ligando.
LRP1 è composto da una grande subunità di legame del ligando (515-kDa), che riconosce più di 40 ligandi, e da un frammento transmembrana relativamente piccolo (85-kDa). LRP2 è composto da un dominio di legame del ligando extracellulare, un frammento transmembrana e una coda citoplasmatica contenente tre motivi NPxY con un peso molecolare totale di 517 kDa. LRP2 ospita la cubilina, che si lega alle HDL, svolgendo così un ruolo importante nell'endocitosi del colesterolo HDL.
La struttura di LRP5 è analoga a quella di LRP6 e funziona in modo simile come co-recettore per la segnalazione Wnt/β-catenina.

## Biochimica
Questi recettori partecipano ad un'ampia gamma di processi fisiologici. In particolare, LDLR, VLDLR, LRP5/6, LRP1 e LRP2 svolgono un ruolo fondamentale nell'omeostasi del colesterolo e nel metabolismo dei lipidi. Pertanto, il targeting della via LDLR è il fondamento delle attuali strategie per la riduzione del colesterolo LDL.
VLDLR, insieme a LDLR e LRP1, è il principale recettore endocitotico che riconosce le lipoproteine contenenti apoE. VLDLR modula principalmente il metabolismo extraepatico delle lipoproteine ricche di trigliceridi. A differenza di LDLR, VLDLR non è collegato a un meccanismo di reatroazione per la sua espressione in risposta alle VLDL intracellulari. I topi trattati con pioglitazone mostrano una maggiore conversione dei trigliceridi plasmatici in grasso dell'epididimo. Questa risposta è assente nei topi con deficit di VLDLR, il che implica che VLDLR svolge un ruolo chiave nella deposizione di grasso.
Il VLDLR ha una funzione importante nella clearance postprandiale dei chilomicroni e delle VLDL regolando positivamente l'idrolisi dei trigliceridi mediata dalla lipoproteina lipasi (LPL) e l'assorbimento diretto delle lipoproteine ricche di trigliceridi nelle cellule endoteliali. VLDL e LPL hanno modelli di distribuzione simili nei tessuti periferici.
Dopo il legame di Wnt al recettore di superficie cellulare frizzled e al suo complesso co-recettore LRP5/6, la coda citoplasmatica di LRP6 viene fosforilata da CK1 e glicogeno sintasi chinasi 3β (GSK-3β), portando al reclutamento di Dv1 e al legame del complesso Axin. Ciò determina la stabilizzazione della β-catenina e la sua traslocazione nel nucleo, dove si lega a fattori di trascrizione come il fattore delle cellule T (TCF) e il fattore potenziatore linfoide (LEF) e stimola varie espressioni geniche. LRP6 aumenta il legame e l'assorbimento delle LDL cellulari, sia in modo dipendente che indipendente da LDLR.
È stato riportata un'espressione aumentata e una co-localizzazione di LRP6 con il recettore β del PDGF nelle arterie coronarie aterosclerotiche umane. LRP6 di tipo selvatico forma un complesso con il recettore del fattore di crescita derivato dalle piastrine (PDGFR)-β e innesca la sua degradazione lisosomiale. Questo effetto riduce la proliferazione delle cellule muscolari lisce vascolari ed è considerato protettivo contro l'aterosclerosi.
LRP1 ospita i ligandi come trasportatore e modula i processi fisiologici tra cui la risposta infiammatoria nel polmone, l'assorbimento dell'amiloide β42 nella barriera emato-encefalica e la clearance del fattore VIII nel processo di coagulazione del sangue. Un certo numero di proteasi e complessi inibitori della proteasi sono regolati dal percorso mediato da LRP1. LRP1 funziona anche come recettore per la rimozione del residuo di chilomicroni ricco di apoE e trasporta i lipidi alimentari dall'intestino al fegato. LRP1 è inoltre coinvolto nella clearance delle lipoproteine ricche di apoE, comprese le VLDL, nel fegato, nelle cellule muscolari lisce e nei macrofagi.
LRP1 è essenziale per il mantenimento dell'integrità vascolare durante lo sviluppo embrionale. Nella vita adulta, LRP1 svolge un ruolo essenziale nella protezione contro l'aterosclerosi riducendo la proliferazione delle cellule muscolari lisce vascolari (VSMC) e regolando i livelli del recettore PDGF nella parete dei vasi. Oltre all'omeostasi del colesterolo, LRP1 è coinvolto nell'assorbimento degli acidi grassi.
LRP2 è un recettore endocitotico per diversi ligandi, tra cui lipoproteine, steroidi e retinoidi. Il riassorbimento renale di una varietà di molecole, in particolare vitamina B12 e HDL, è una funzione importante di LRP2, che è regolata positivamente da PPAR-α/β. Similmente a LRP1, la funzione recettoriale di LRP2 è collegata alla proteolisi tra l'ancora transmembrana e il motivo citoplasmatico. Il legame del ligando a LRP2 innesca il rilascio del suo ectodominio da parte della metalloproteinasi della matrice indotta dalla PKC. Il frammento C-terminale citoplasmatico viene scisso dalla β-secretasi, con conseguente rilascio nel citoplasma, per cui presumibilmente funziona come un regolatore trascrizionale nel nucleo.
Similmente a LRP5/6, LRP2 necessita di uno chaperone per lo sviluppo del mesoderma (MESD), che previene il ripiegamento errato di LRP2. LRP2 è coinvolto nello sviluppo renale embrionale, inclusa l'omeostasi della vitamina D, la segnalazione degli ormoni sessuali e l'oloprosencefalia. LRP5 è ben noto per il suo effetto sulla densità della massa ossea e sulla mineralizzazione. LRP5 può essere coinvolto nella mineralizzazione della lesione aterosclerotica.

### Endocitosi
Il processo di endocitosi inizia con il legame della particella lipoproteica all'LDLR presente sulla superficie cellulare a cui fa seguito l'endocitosi dipendente dalla clatrina del complesso LDLR-LDL in vescicole endocitiche. Una diminuzione del pH luminale provoca la dissociazione della particella di LDL dal suo recettore, indirizzando la particella di LDL verso i lisosomi, dove viene rilasciato colesterolo libero, che diventa disponibile per l'uso cellulare.
Mentre la maggior parte dei recettori LDLR ritorna alla membrana plasmatica per un nuovo ciclo endocitico. Il riciclo dell'LDLR richiede circa 10 minuti e ogni recettore attraversa più cicli durante la sua vita di 10-20 ore. Il mancato funzionamento del recettore, ad esempio a causa della PCSK9, porta alla degradazione lisosomiale dell'LDLR. L'aumento della presenza di LDLR epatico attraverso l'uso di statine o inibitori del PCSK9 riduce il colesterolo plasmatico e la propensione alla malattia aterosclerotica. VLDL, IDL, lipoproteine ad alta densità (HDL) e residui di chilomicroni sono riconosciuti da LDLR anche a pH neutro.

## Genetica
L'LDLR è espresso nella maggior parte dei tessuti. VLDLR è ampiamente espresso nei tessuti adiposi, nel muscolo scheletrico, nel cuore e nelle cellule endoteliali dei capillari e delle piccole arteriole, ma non negli epatociti. Al contrario, LRP8 (ApoER2), che ha un'omologia del 50% con VLDLR, è espresso principalmente nel cervello, nei testicoli e nella placenta.
L'espressione di VLDLR aumenta con il digiuno, che aumenta anche la proteina legante gli acidi grassi e l'acetil CoA sintasi per fornire una fonte di energia sufficiente per organi vitali come il cuore e il cervello. LRP1, recettore della α2-macroglobulina o CD91, è ubiquitariamente espresso nella maggior parte dei tessuti ed esiste in abbondanza nel fegato e nel cervello. LRP2, o megalina per la sua enorme struttura molecolare, è un membro della famiglia LDLR che è abbondantemente espressa in diversi tipi di cellule epiteliali.

### Sintesi
Il gene dell'LDLR produce un mRNA di 5,3 kb caratterizzato da una regione non tradotta (3′UTR) insolitamente lunga di 2,5 kb. In generale, 3′UTR più brevi sono associati a una maggiore stabilità dell'mRNA, suggerendo che la lunga 3′UTR dell'mRNA LDLR lo renda suscettibile a una rigorosa regolazione. L'mRNA LDLR ha un 'emivita specifica per cellula e tessuto, variando da circa 2 ore nelle cellule umane HepG2 a circa 3 ore negli epatociti di topo Hepa 1–6. La stabilità e il turnover dell'mRNA LDLR sono influenzati sia da elementi cis che da fattori trans-leganti presenti nella sua 3′UTR. Tra gli elementi cis più rilevanti vi sono quattro sequenze tetranucleotidiche UCAU, siti di legame per microRNA (miRNA) e diversi elementi ricchi di adenina e uridina chiamati AREs.
Gli AREs sono essenziali per il controllo degli mRNA a breve vita. Tipicamente, consistono in sequenze conservate che spesso includono il motivo pentamerico "AUUUA" all'interno di una sequenza ricca di AU. Queste sequenze fungono da siti di attracco per le proteine leganti l'RNA (RBPs) nel citoplasma. Il legame di RBPs destabilizzanti agli AREs porta al reclutamento delle deadenilasi, causando una rapida deadenilazione, decapping e, infine, la degradazione dell'mRNA bersaglio.

### Regolazione
La regolazione dell'abbondanza dell'LDLR è un fattore determinante per mantenere l'omeostasi del colesterolo. La trascrizione dell'LDLR è regolata dalla proteina legante l'elemento regolatore degli steroli 2 (SREBP2), che insieme a SREBP1 regola il metabolismo lipidico. In condizioni di abbondanza di steroli, le SREBP rimangono ancorate al reticolo endoplasmatico in un complesso con la proteina attivatrice della clivazione di SREBP (SCAP) e le proteine indotte dall'insulina 1 e 2 (INSIG1 e INSIG2).
Una diminuzione dei livelli di colesterolo nella membrana dell'reticolo endoplasmastico provoca un cambiamento conformazionale di SCAP, interrompendo la sua interazione con INSIG1/2. Questo permette al complesso SCAP/SREBP di essere trasportato tramite vescicole COPII verso l'apparato di Golgi. Nel Golgi, le SREBP subiscono due importanti eventi di clivazione proteolitica: la prima clivazione avviene a livello di un loop luminale della SREBP ad opera della proteasi Site-1, un processo che dipende in modo critico dalla recentemente scoperta proteina SPRING.
Successivamente, la proteasi Site-2 effettua una seconda clivazione della regione intramembranaria, rilasciando il dominio del fattore di trascrizione con struttura basic-helix-loop-helix-leucine zipper. Una volta rilasciato, questo dominio si trasferisce nel nucleo, dove attiva la trascrizione del gene LDLR e di altri geni contenenti elementi regolatori degli steroli nei loro promotori.
Questa azione consente alle cellule di regolare il numero di recettori LDL, garantendo un apporto sufficiente di colesterolo per le esigenze metaboliche senza causare un accumulo eccessivo. Attraverso questi meccanismi di regolazione, le cellule mantengono il livello di colesterolo non esterificato nelle membrane sorprendentemente costante, nonostante le ampie variazioni nelle necessità di colesterolo e nell'apporto esogeno.
Lo splicing del pre-mRNA è un passaggio fondamentale nella maturazione del trascritto nascente. Uno screening su tutto il genoma condotto su Huh7, una linea cellulare di carcinoma epatico umano, mirato a studiare l'assorbimento delle LDL, ha rivelato il coinvolgimento di 15 componenti dello spliceosoma U2.
Il blocco dell'espressione di 11 di questi geni ha aumentato significativamente la ritenzione dell'introne 3 nell'mRNA dell'LDLR, senza alterare l'espressione del trascritto completo. Questa ritenzione porta alla produzione di una proteina LDLR troncata prematuramente, priva del dominio transmembrana e quindi incapace di mediare l'endocitosi delle LDL.
Lo studio ha inoltre identificato varianti in RBM25 che hanno determinato un aumento della ritenzione dell'introne 3. Di conseguenza, queste varianti sono state associate a livelli elevati di colesterolo LDL nel plasma e potenzialmente collegate a casi di FH di origine sconosciuta.
La sovraespressione di tre varianti RBM25 legate alla FH nelle cellule Huh7 ha determinato una diminuzione limitata dell'assorbimento delle LDL. Tuttavia, lo stesso studio ha rivelato l'esistenza di 24 diverse varianti RBM25 associate a livelli più bassi di colesterolo LDL nel plasma, evidenziando la complessità dello splicing dell'mRNA dell'LDLR operato dallo spliceosoma U2.
L'espressione di VLDLR è regolata direttamente da PPAR-γ. Di conseguenza, il pioglitazone (agonista di PPAR-γ) aumenta l'espressione dell'mRNA di Vldlr e il livello proteico nei preadipociti 3T3-L1.

### Mutazioni
A gennaio 2009 erano state identificate più di 1100 mutazioni nel gene del recettore LDL nei pazienti affetti da FH. I pazienti che portano la mutazione LRP6 R611C presentano elevati livelli sierici di colesterolo LDL, trigliceridi e livello di glucosio a digiuno, che insieme costituiscono la sindrome metabolica, un importante fattore di rischio per l'aterosclerosi e l'infarto del miocardio. Variazioni genetiche comuni all'interno di LRP6 sono state anche associate ai livelli plasmatici di LDL, implicando LRP6 come potenziale regolatore del metabolismo lipidico e un nuovo bersaglio per interventi farmacologici. È stato dimostrato che una funzione LRP6 intatta è essenziale per la normale clearance delle LDL, mentre la mutazione LRP6 R611C determina una ridotta espressione di membrana di LRP6 e una clearance delle LDL compromessa.
La mutazione R611C di LRP6 attiva significativamente la segnalazione del PDGF e aumenta l'attività del ciclo cellulare dipendente dal PDGF nelle cellule muscolari lisce. Ciò causa un aumento della proliferazione delle cellule muscolari lisce, che è una componente importante dello sviluppo dell'aterosclerosi.
Variazioni genetiche in LRP2 sono state associate a livelli elevati di colesterolo totale e LDL nei pazienti con dislipidemia. Le mutazioni con perdita di funzione dell'LPR5 sono associate all'osteoporosi pseudoglioma e le mutazioni con guadagno di funzione sono associate ad alta densità ossea.

## Patologie
La disfunzione della via LDLR è strettamente associata allo sviluppo di ipercolesterolemia e a un aumentato rischio di aterosclerosi e di malattie cardiovascolari correlate.
Gli eterozigoti FH sono noti per avere una sola copia di un gene mutante del recettore LDL. Sono piuttosto comuni, rappresentando circa 1 persona ogni 500 in molti gruppi etnici in tutto il mondo. Gli eterozigoti FH presentano una carenza del 50% dei recettori LDL, il che comporta un aumento di due volte delle particelle di LDL nel sangue sin dalla nascita.
Gli individui omozigoti, che rappresentano circa 1 su 1 milione, ereditano due geni mutanti del recettore LDL, uno da ciascun genitore. Da un punto di vista sperimentale, la disponibilità di omozigoti FH consente di studiare le manifestazioni dell'allele mutante nella sua forma più pura, senza effetti confondenti derivanti dall'allele normale.
Diversi agenti infettivi utilizzano il recettore LDL come porta d'ingresso nelle cellule, mentre altri dipendono da esso per completare il loro ciclo di infezione. Ad esempio, alcuni virus e parassiti sfruttano il recettore LDL per entrare nelle cellule ospiti e replicarsi. Una mutazione missense in LRP6, in un residuo altamente conservato di un dominio EGF, è stata collegata all'insorgenza precoce autosomica dominante di malattie cardiovascolari e tratti di sindrome metabolica, tra cui iperlipidemia, diabete, osteoporosi e ipertensione.